# Haus Eyll (Straelen)

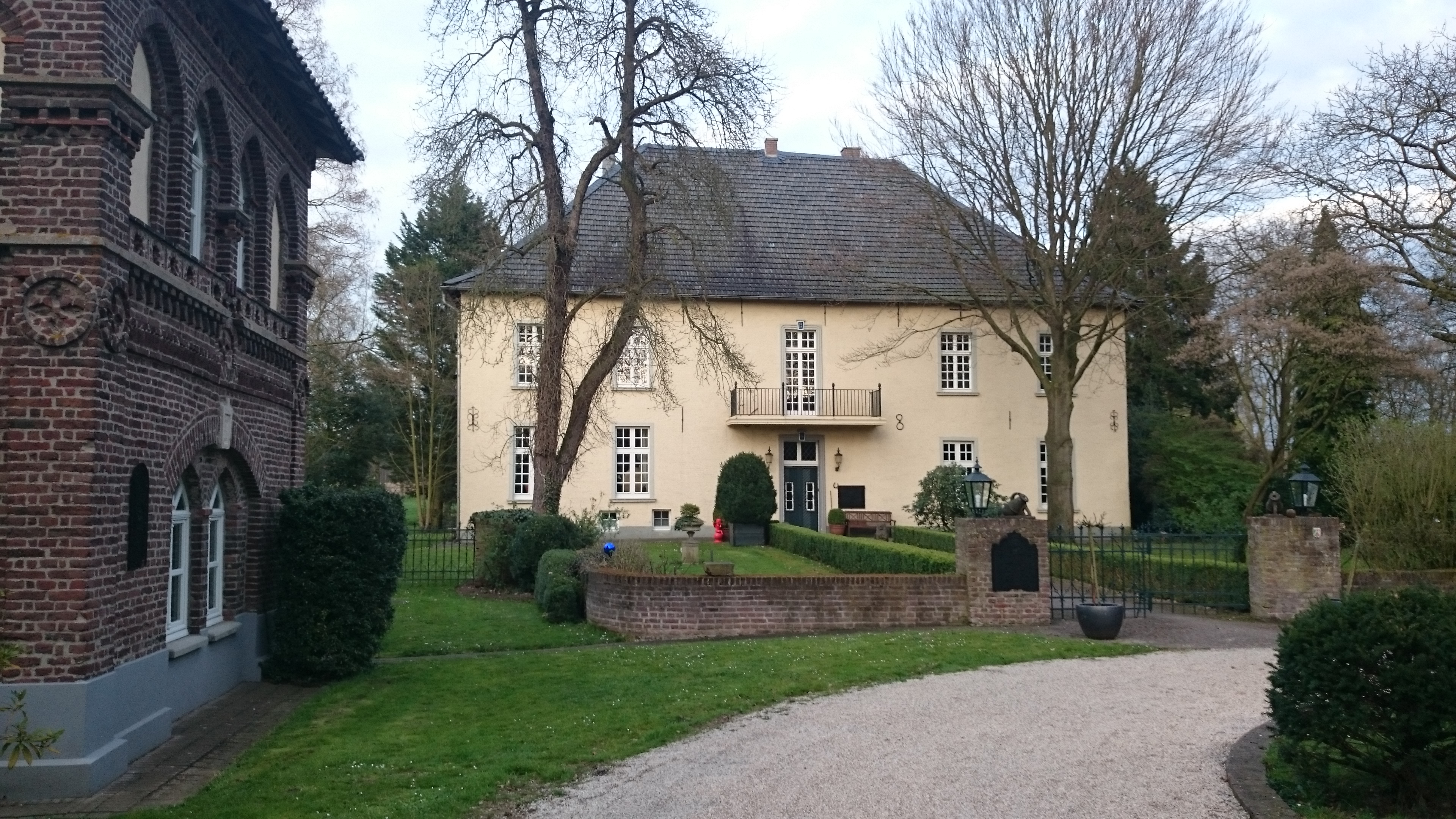
Haus Eyll, Ansicht von Osten

Das Haus Eyll ist ein ehemaliges Rittergut in der Bauerschaft Hetzert, rund 2,5 Kilometer nordöstlich des Ortskerns von Straelen am Niederrhein. Das Anwesen, dessen heutiger Name erst seit dem 16. Jahrhundert überliefert ist, wurde im 15. Jahrhundert erstmals urkundlich erwähnt und besaß im 18. Jahrhundert Landtagsfähigkeit. Es befindet sich in Privatbesitz und ist nur während einiger weniger öffentlicher Veranstaltungen für Besucher zugänglich.

## Geschichte
Als meyersdonck en nyenhoff findet Haus Eyll in einem Erbschaftsvertrag vom 21. Juli 1432 zwischen den Geschwistern Johann, Wilhelm und Katharina von Bocholtz erstmals urkundlich Erwähnung. Darin wurde festgelegt, dass der Hof an Gerhard von Eyll und seine Frau Elisabeth von Bocholtz gehen sollte. Die Familie von Eyll, deren Namen im Laufe der Zeit auf das Anwesen überging, blieb bis Anfang des 17. Jahrhunderts zumindest Teilbesitzer der Anlage. Spätestens seit 1539 gehörte diese zum Gutsbesitz des ein Kilometer flussabwärts gelegenen Hauses Vlassrath. Zu jener Zeit bestand Eyll aus einem Hof und einem hölzernen Turm, die durch einen Graben und einen von einer Hecke bewachsenen Wall geschützt wurden. Zu Beginn des 17. Jahrhunderts kam Bernhard von Riswick in den Besitz eines Teils von Haus Eyll, der 1637 an Hermann Pasch verlehnt wurde.
1646 erwarben der damalige Gouverneur der unter spanischer Herrschaft stehenden Festung Straelen, Arnold von Krümmel, Herr zu Raff, und seine Frau Anna Margaretha von Spicker von Hermann Pasch, Jan Jouckers sowie Thoenis und Maeth to Loey, den halfen Eyll für 500 Reichstaler. 1647 kauften sie von Heinrich Straetmanns auch die zweite Hälfte des Hauses, sodass der zersplitterte Besitz wieder in einer Hand vereint war. Nach Arnolds Tod im Jahr 1649 heiratete seine Witwe Weihnachten 1650 den aus Frankreich stammenden Jacques Simon de Varo, Baron von Magny. Das Paar wohnte zunächst auf Haus Eyll, zog aber 1660 auf das ebenfalls zu ihrem Besitz gehörende, größere Haus Caen, das sie in den folgenden Jahren vollkommen neu gestalten ließen.
Jacques Simon de Varo gab Haus Eyll 1675 an seine älteste Tochter Anna Maria Philippina weiter, die 1680 in zweiter Ehe den in spanischen Diensten stehenden Oberstleutnant Johann Josef de Permiliack de Belcastel heiratete. Gemeinsam mit ihm ließ sie Haus Eyll im Jahr 1681 neu errichten, wovon Maueranker in Form dieser Jahreszahl an der Schaufassade des Gebäudes zeugen. Nach dem Tod ihres Mannes heiratete sie 1699 in dritter Ehe Johann Heinrich Adolf von Horst von Heimerzheim. Der neue Herr stritt sich in einem langwierigen Prozess mit der Siegburger Abtei Sankt Michael um die Fischereirechte in der Niers. Da im Zuge dieses Streits mehrere Verfahren gegen Johann Heinrich Adolf von Horst von Heimerzheim anhängig waren, wurde seinem Haus Eyll – wohl nach 1724 – die ritterliche Qualifikation und damit die Landtagsfähigkeit entzogen.

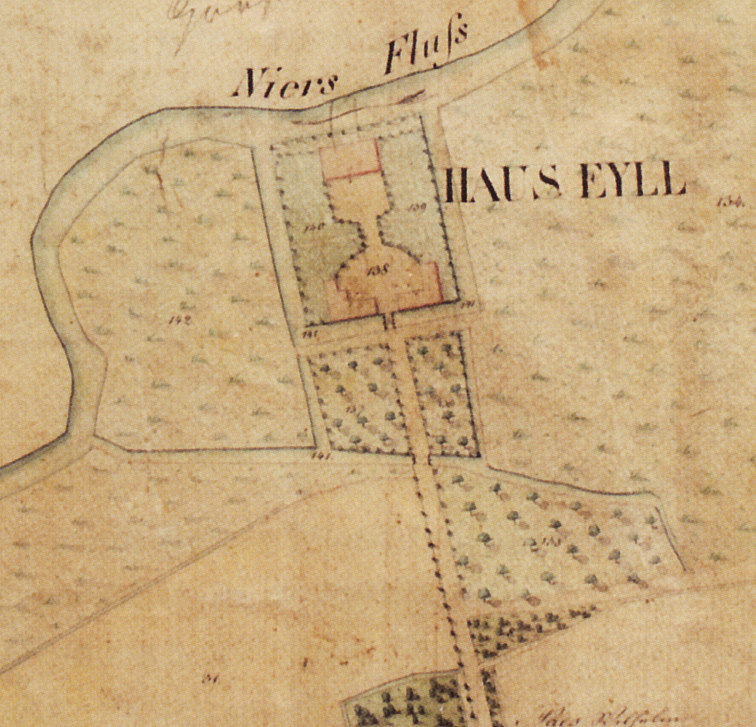
Abbildung des Hauses Eyll auf einer Karte von 1831

Um 1750 sollte das Anwesen mit Stallungen, Gärten sowie Jagd- und Fischereirechten wegen hoher Schulden versteigert werden. Ab 1752 war es im Besitz des Grafen Alphons Marsilius von Varille, der es nachfolgend verpachtete. Wie lange er Besitzer blieb, ist unbekannt, jedoch verkaufte der Lehnsherr des Hauses Eyll, Arnold Carl von Varo, es 1765 an den geldrischen Kriegs- und Domänenrat Gottlieb Ludwig Plesmann, der vom preußischen König Friedrich Wilhelm II. am 18. Oktober 1786 in den Adelsstand erhoben wurde. Er nutzte die Anlage anscheinend aber nur als Landsitz, und die Gebäude wurden seit Ende des 18. Jahrhunderts ausschließlich von Pächtern bewohnt. Nach Plesmanns Tod am 18. Oktober 1793 kam Haus Eyll als Erbe an den Sohn aus der ersten Ehe seiner Frau, Gerhard Friedrich Ammon. Dieser nutzte es aber nicht als Wohnsitz, sondern lebte auf Schloss Walbeck in Geldern. Seit spätestens 1818 versuchte er, Haus Eyll abzustoßen, was ihm aber vorerst nicht gelang, denn noch 1827 ist er als Eigentümer verbürgt. Kurz darauf kam der Besitz an den Elberfelder Industriellen Heinrich Kamp, der es 1855 an den Neusser Kaufmann Jacob Le Hanne weiterveräußert. Dessen Sohn Ludwig ließ das gesamte Inventar des Hauses 1889 versteigern.
1896 erwarb der auf Haus Caen residierende Reichsfreiherr Rudolph Adolph Geyr von Schweppenburg Haus Eyll samt 145 Morgen Land. Nach seinem Tod blieb es vorerst als gemeinsamer Besitz Eigentum der aus seinen sieben Kindern bestehenden Erbengemeinschaft. Erst im Jahr 1946 erfolgte eine Erbteilung. Eyll erhielt die Tochter Agnes, verheiratete von Kempis, die es 1949 an ihre Tochter Mariagnes weitergab. Diese heiratete am 31. Mai des gleichen Jahres den aus Ostpreußen stammenden ehemaligen Generalleutnant Bruno Frankewitz. Der gemeinsame Sohn Stefan folgte dem Paar 1969 als Eigentümer nach. Seit die landwirtschaftliche Nutzung der Anlage 1995 eingestellt wurde, dient diese heute fast ausschließlich zu Wohnzwecken.

## Beschreibung

Schematischer Lageplan

Die zweiteilige Anlage liegt am westlichen Ufer der Niers, die bis zu ihrer Begradigung im Jahr 1953 nur wenige Meter hinter dem Herrenhaus vorbeifloss. Haus Eyll befindet sich damit etwa in der Mitte zwischen den beiden nahe gelegenen Herrensitzen Vlassrath und Caen.
Dass es sich bei Eyll um eine ehemalige Wasserburg handelt, zeigt heute noch der mittlerweile verlandete, aber immer noch gut erkennbare Wassergraben, der ein etwa acht Quadratmeter großes Areal umschließt. Zu diesem führt von Westen eine rund 400 Meter lange, geradlinige Allee. Sie markiert eine mittlere Längsachse durch das Anwesen, die sich in gedachter Weise im Osten hinter dem Herrenhaus bis auf die östliche Niersseite fortsetzt und dort wieder auf einen geradlinigen Weg stößt. Auf halber Strecke zum Herrenhaus steht am südlichen Wegesrand das ehemalige Backhaus, an das sich ein um 1900 errichtetes und 1993 neu geweihtes Heiligenhäuschen mit Marienstatue anlehnt. Über eine gemauerte Brücke aus Backstein, die von zwei liegenden Löwenskulpturen flankiert wird, führt die Allee über den Graben auf den Hof des Hauses, der an drei Seiten von Wirtschaftsgebäuden umgeben ist. Ältester Bau der Vorburg ist deren westlicher Teil des Nordtrakts aus dem 17. Jahrhundert.

Grundrisse des Herrenhauses

Eine architektonische Besonderheit ist der Taubenturm der Anlage. 1860/70 in historisierenden Formen errichtet, ersetzte er vielleicht ein älteres Taubenhaus, denn schon für 1666 ist ein solches für Haus Eyll überliefert. Es handelt sich bei ihm um einen zweigeschossigen Backsteinbau mit Spitzbogenfenstern und verschiedenen Friesen als Baudekor. Sein flaches Pyramidendach wird von einer Wetterfahne mit der Jahreszahl 1945 bekrönt. Die Jahreszahl 1855 auf einem Schlussstein erinnert an den Kauf des Anwesens durch Jacob Le Hanne. Nach einem Umbau dient der Turm seit 1995 zu Wohnzwecken. Der einzige ähnliche Bau dieser Art am Niederrhein ist das Taubenhaus des Klosters Graefenthal. Bis 1924 gab es auf Haus Eyll einen zweiten gleichartigen Turm auf der gegenüberliegenden Seite des Vorburghofes, der jedoch im Zuge des Baus eines Kuhstalls niedergelegt wurde. Die Tranchotkarte vom Beginn des 19. Jahrhunderts verzeichnete noch beide Eyller Taubentürme.
Östlich der Wirtschaftsgebäude steht das schlichte, zweigeschossige Herrenhaus mit Walmdach, das 1981 renoviert wurde. Der rechteckige Backsteinbau besitzt einen 22,40 × 13,70 Meter messenden Grundriss, sein Mauerwerk ist – mit Ausnahme der Ostfassade – seit den 1920er Jahren verputzt und besitzt einen hellgelben Anstrich. Bauspuren zeigen, dass in der Mitte der zur Vorburg zeigenden Westfassade ursprünglich der Bau eines vorangestellten Turms geplant war. Die westliche Schauseite ist heute durch Fenster in fünf Achsen unterteilt. Maueranker in Form der Jahreszahl 1681 erinnern an die Errichtung des Gebäudes, dessen nördlicher Teil unterkellert ist. Der südliche Teil des Erdgeschosses wurde früher von einem großen Saal eingenommen, ehe dieser durch Einziehen zusätzlicher Mauern im späten 18. Jahrhundert oder frühen 19. Jahrhundert in drei Räume unterteilt worden ist. Daneben befand sich die Küche mit einem fast zwei Meter breiten Kamin. Das Obergeschoss des Hauses wiederholt im Wesentlichen den Grundriss des Erdgeschosses. Verbunden sind die beiden Stockwerke durch das einzige noch aus der Erbauungszeit erhaltene Ausstattungsstück: eine mehr als 300 Jahre alte Treppe aus Eichenholz.